# دووناره
دووناره (به لهستانی:  Downary) یک روستا در لهستان می باشد که در گمینا گونگانز واقع شده‌است.